# Liste der Städte in Kentucky
Die folgende Liste zeigt alle Kommunen und Siedlungen im US-Bundesstaat Kentucky. Sie enthält sowohl Citys (die einzige Form von selbstverwalteten Kommunen in Kentucky) als auch Census-designated places (CDP).
Die obere Tabelle enthält die Siedlungen, die bei der Volkszählung im Jahr 2020 mehr als 10.000 Einwohner hatten. Ebenfalls aufgeführt sind die Daten der vorherigen Volkszählung im Jahr 2000 und 2010. Die Rangfolge entspricht den Zahlen von 2010.

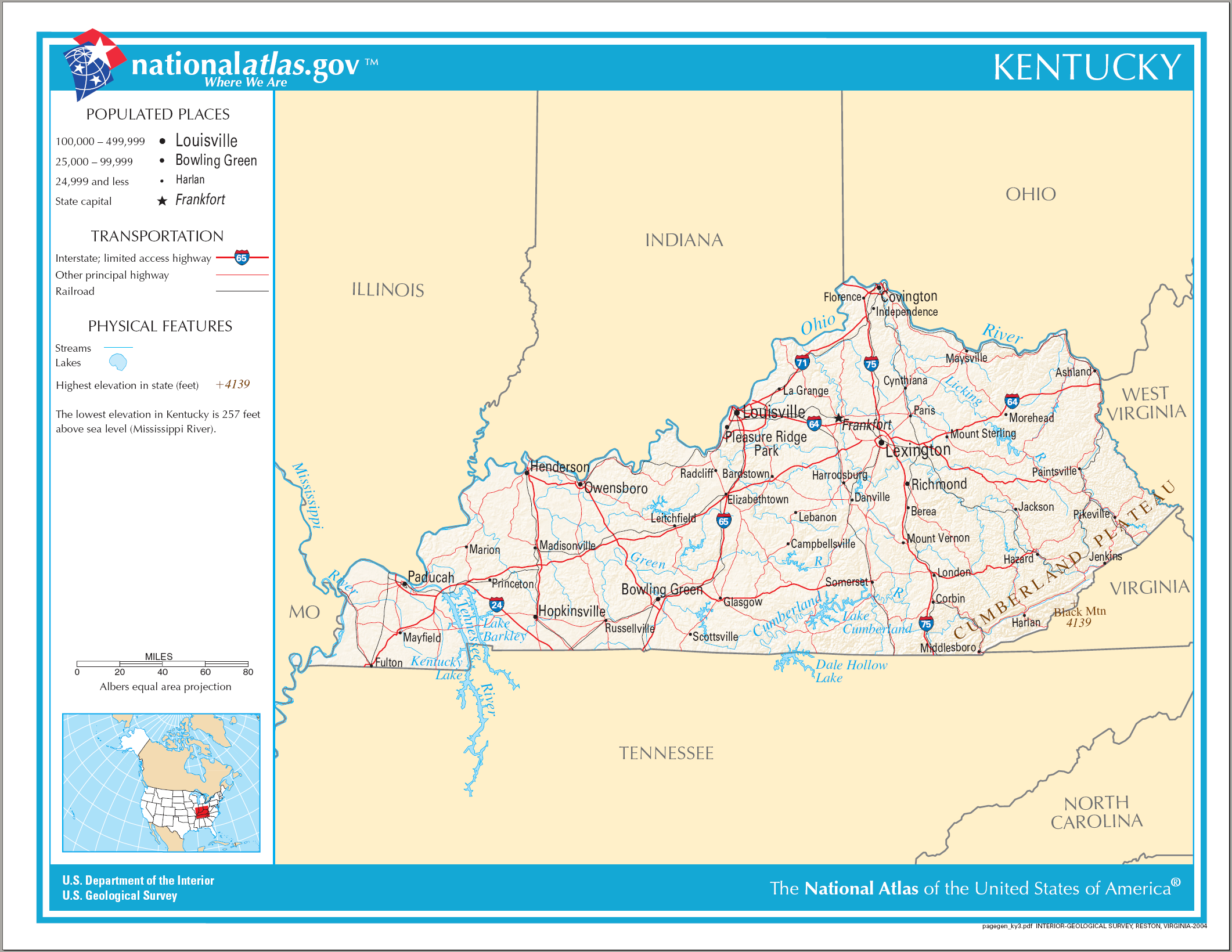
Karte von Kentucky
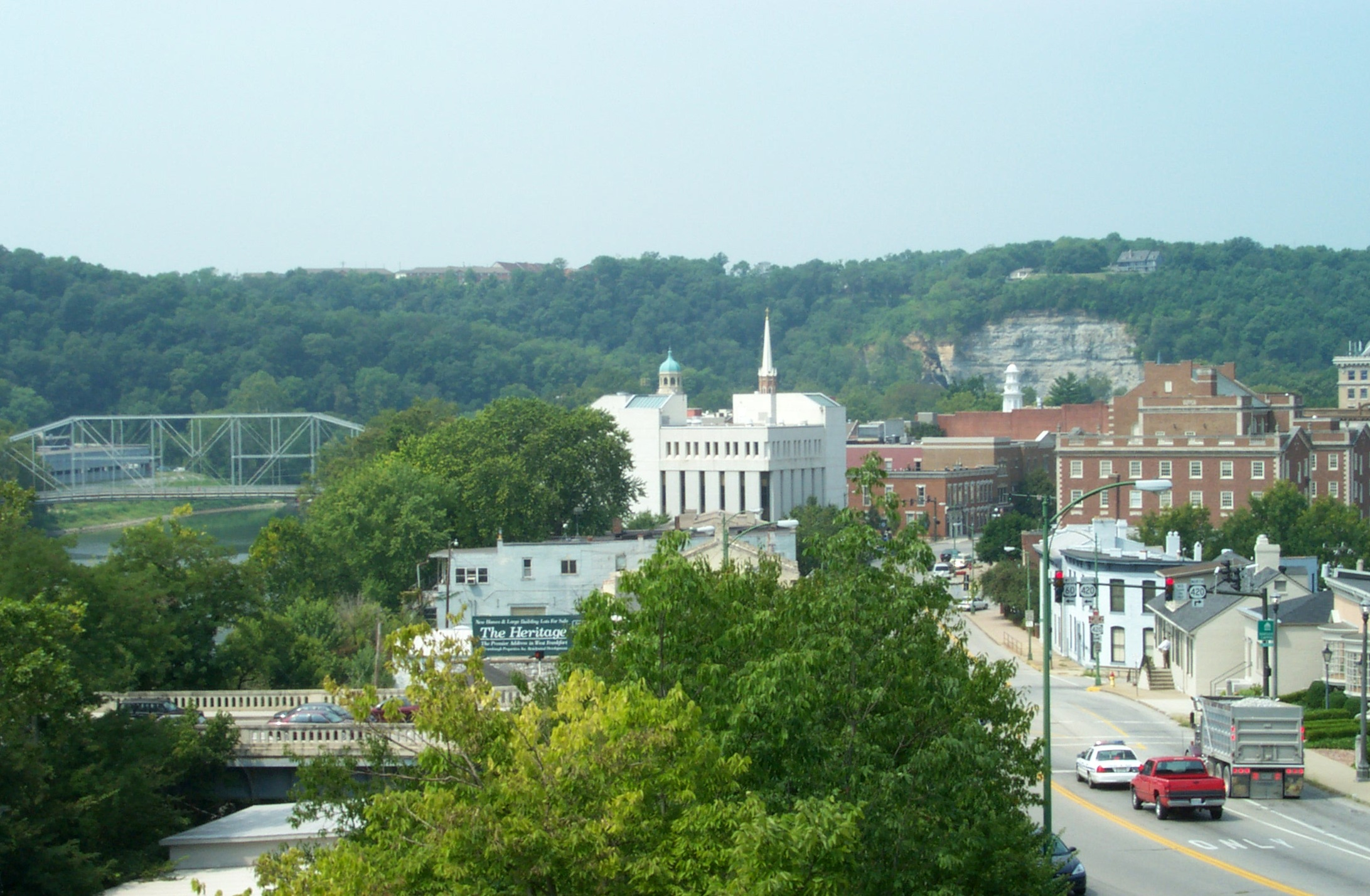
Kentuckys Hauptstadt Frankfort
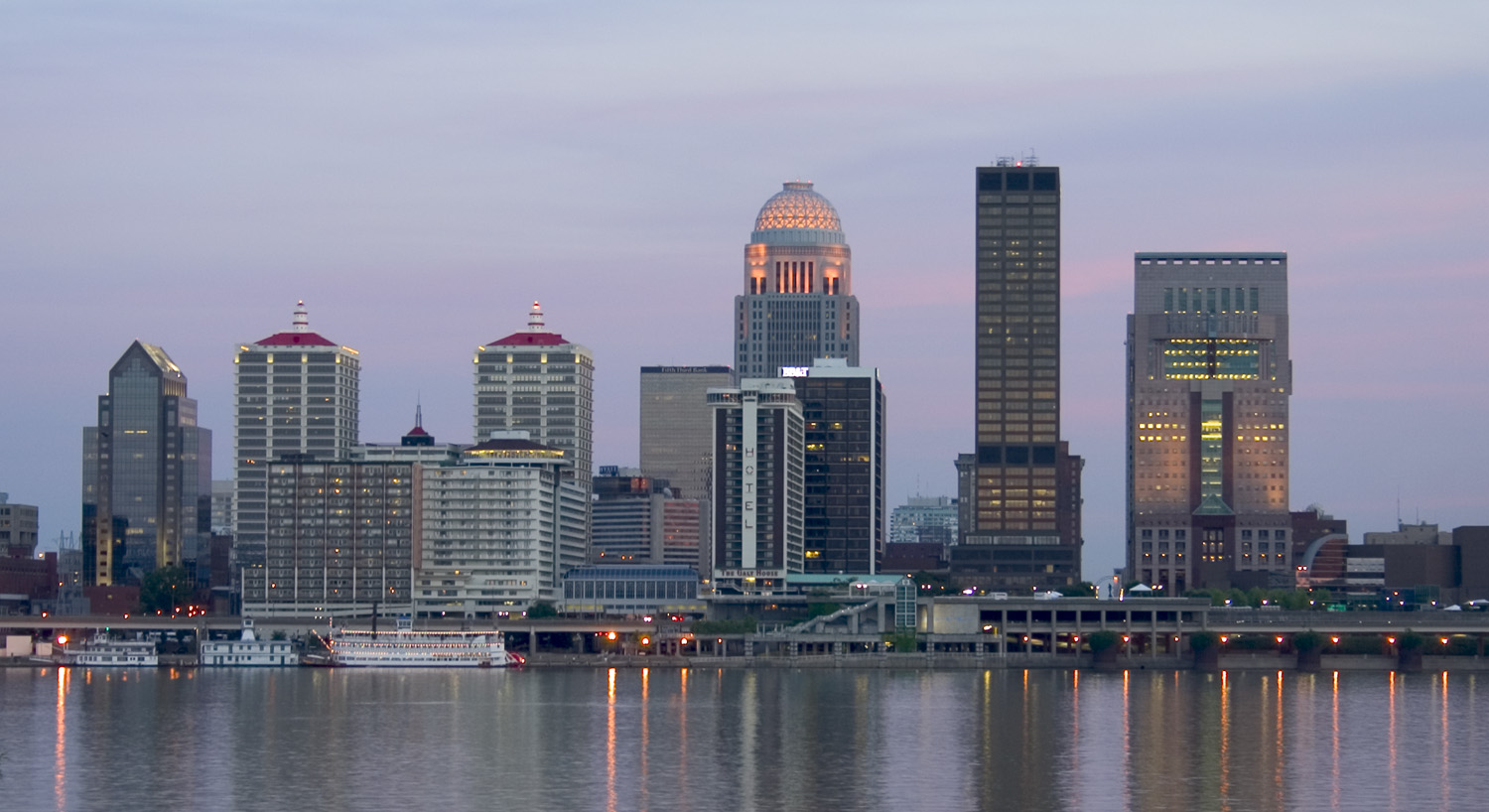
Louisville, die größte Stadt von Kentucky
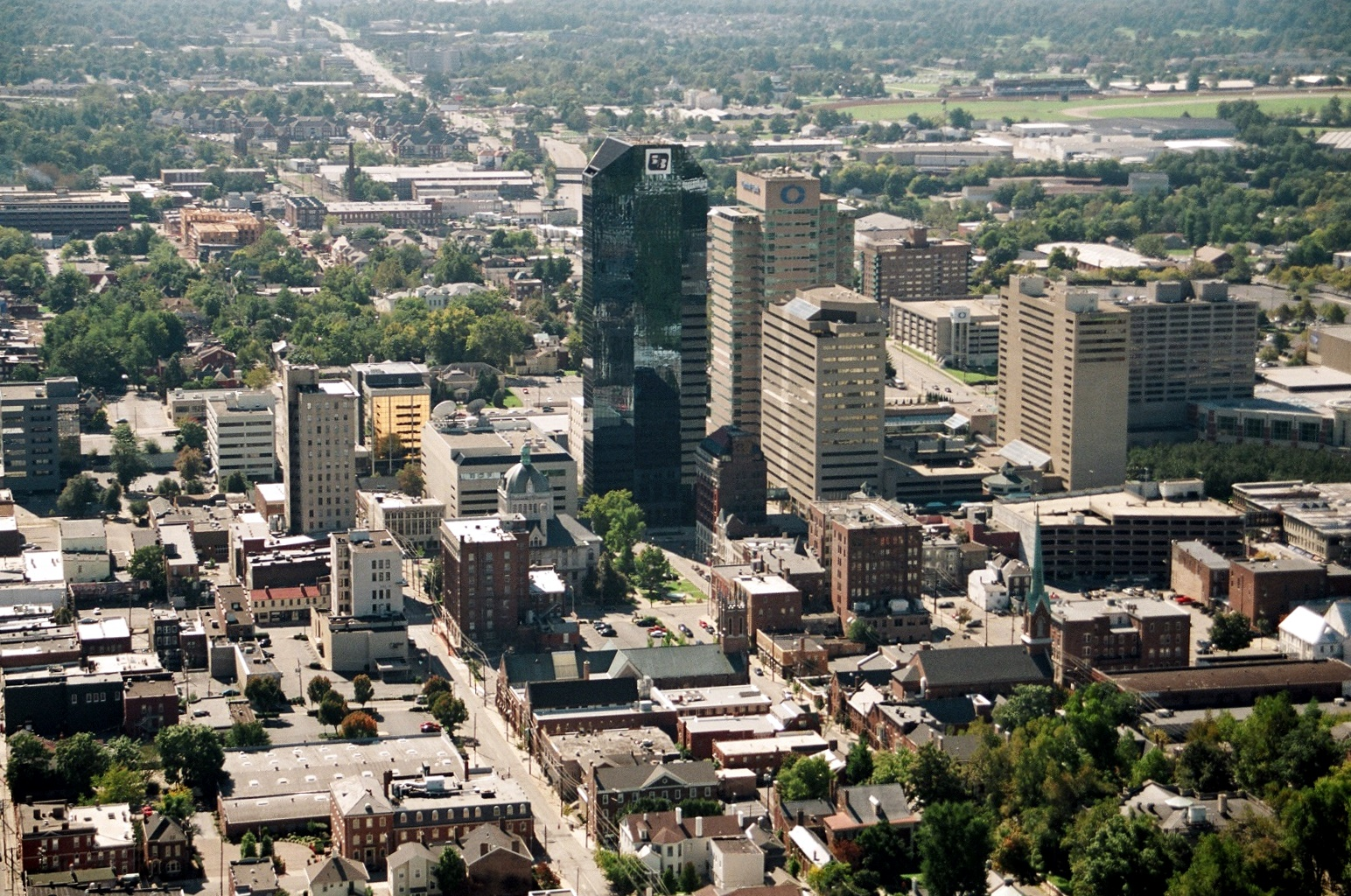
Lexington
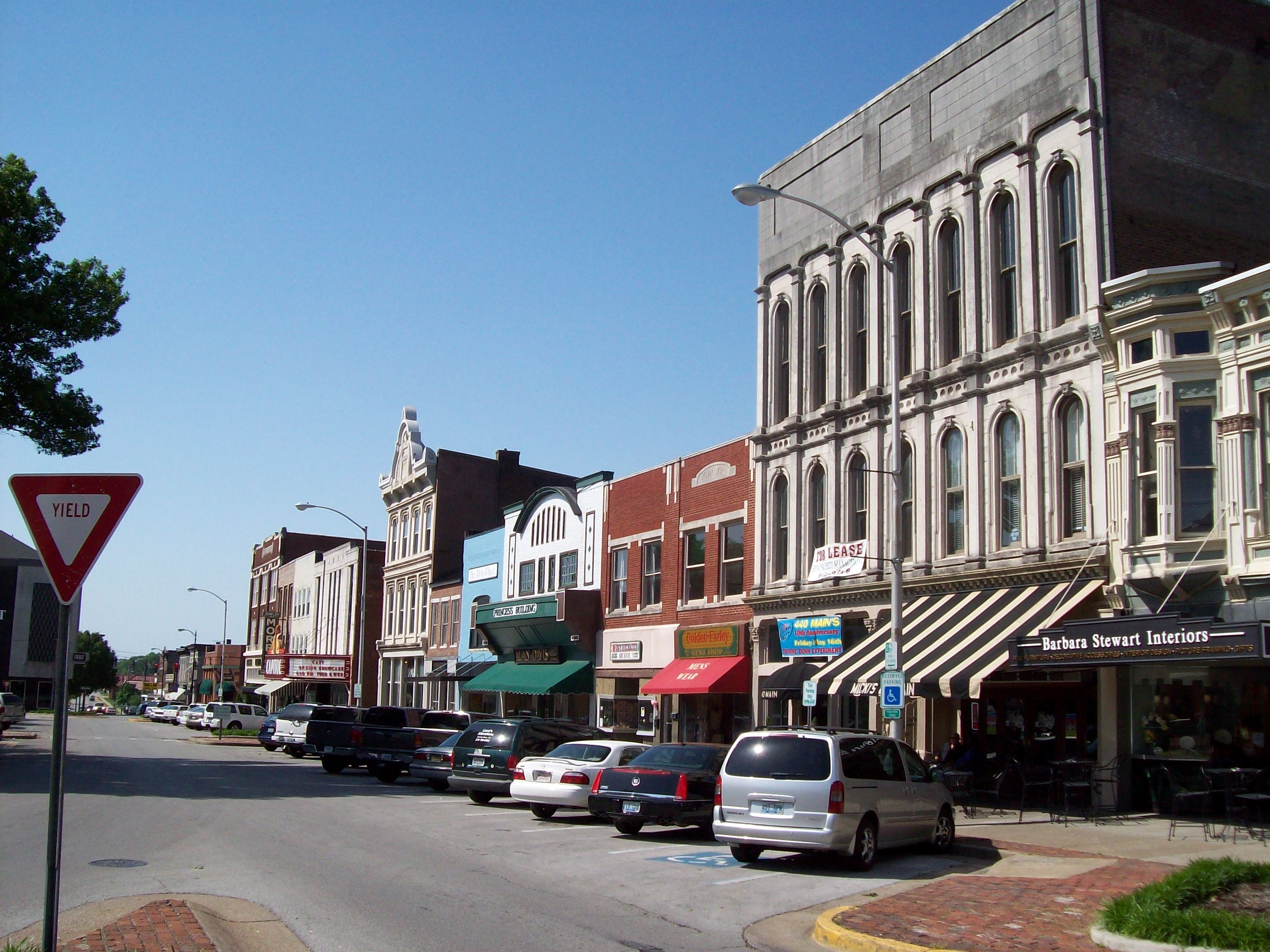
Bowling Green
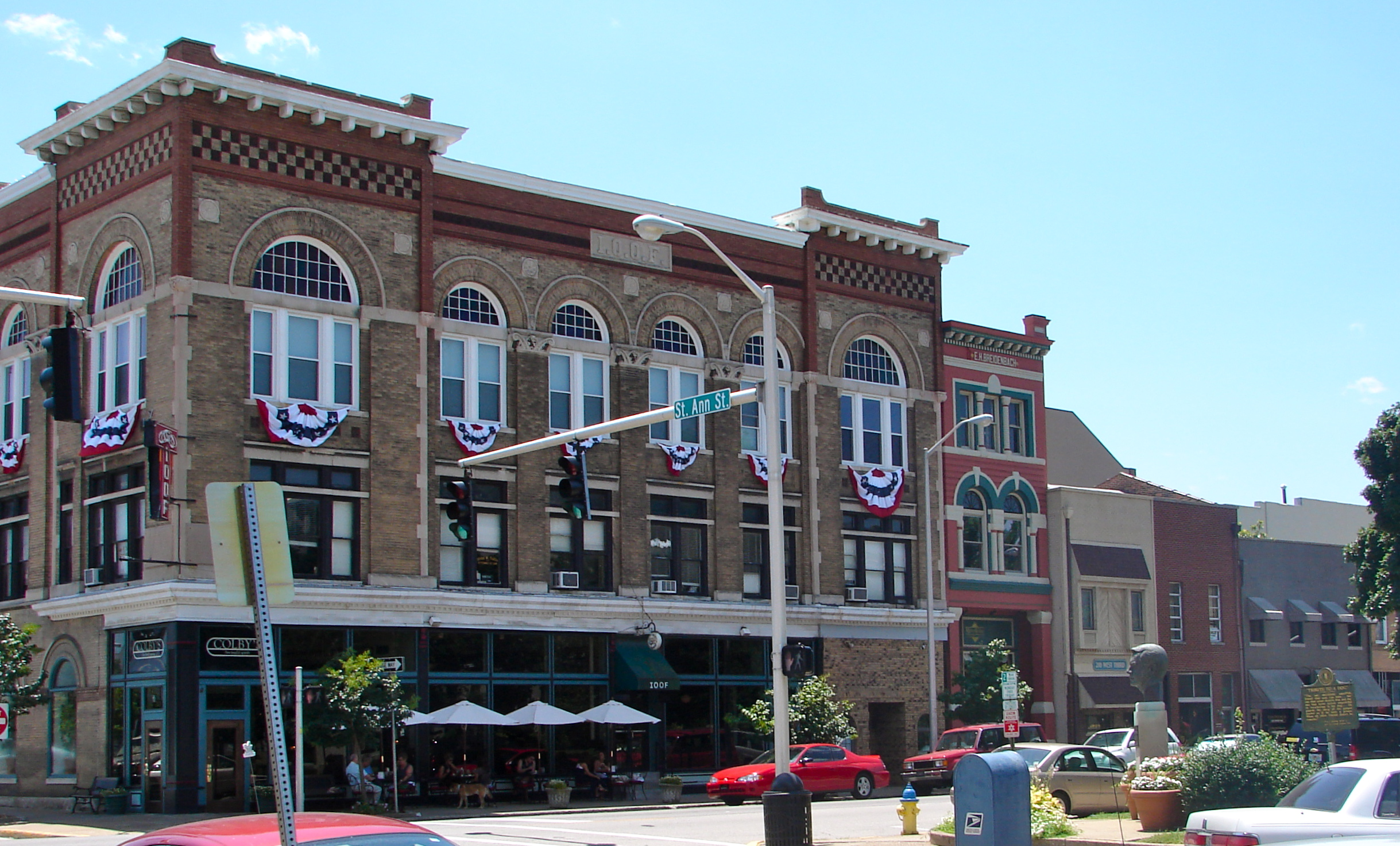
Owensboro
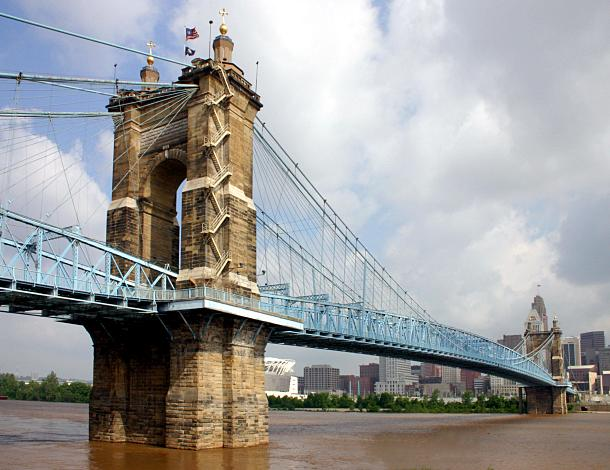
Covington
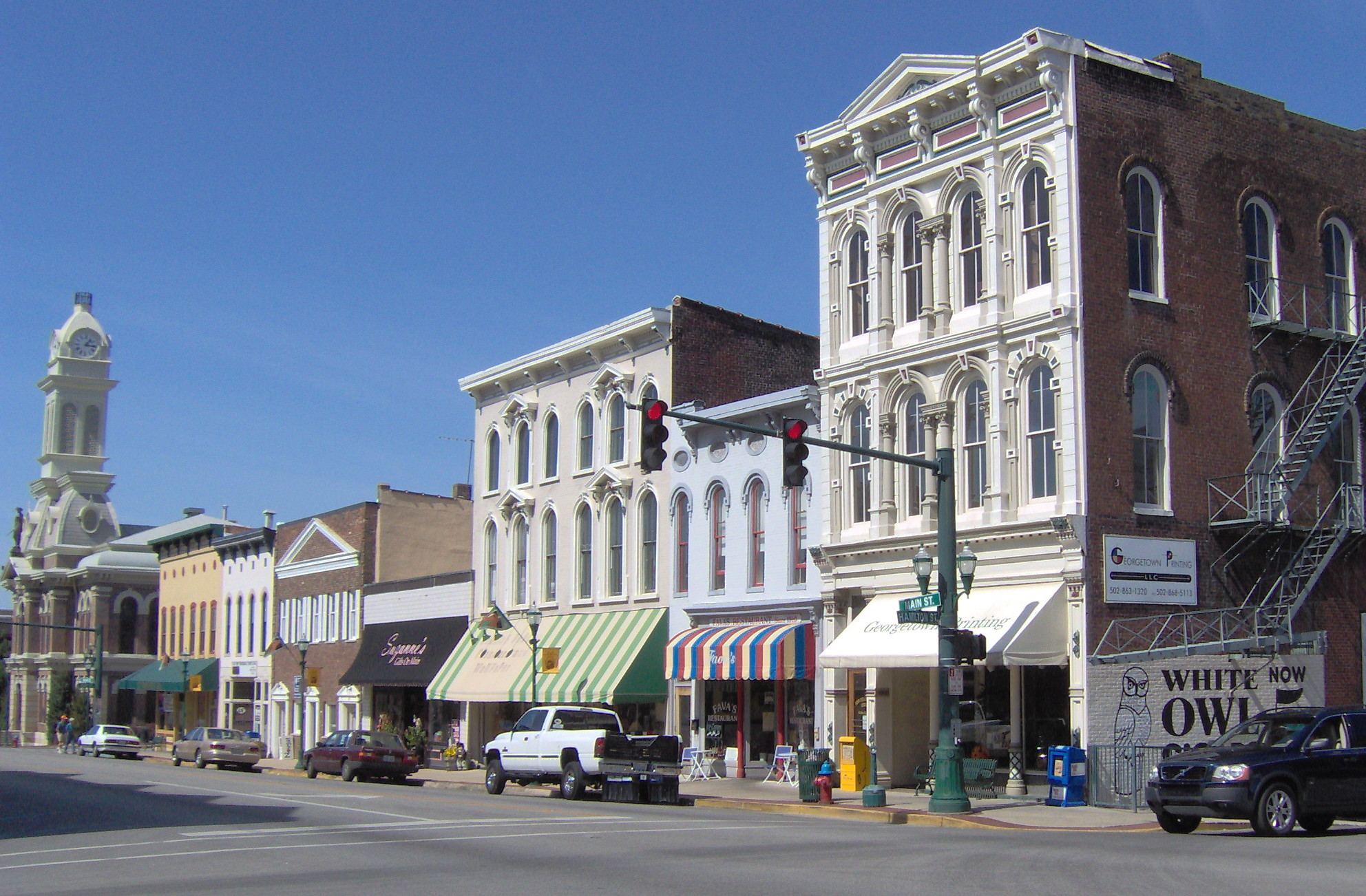
Georgetown
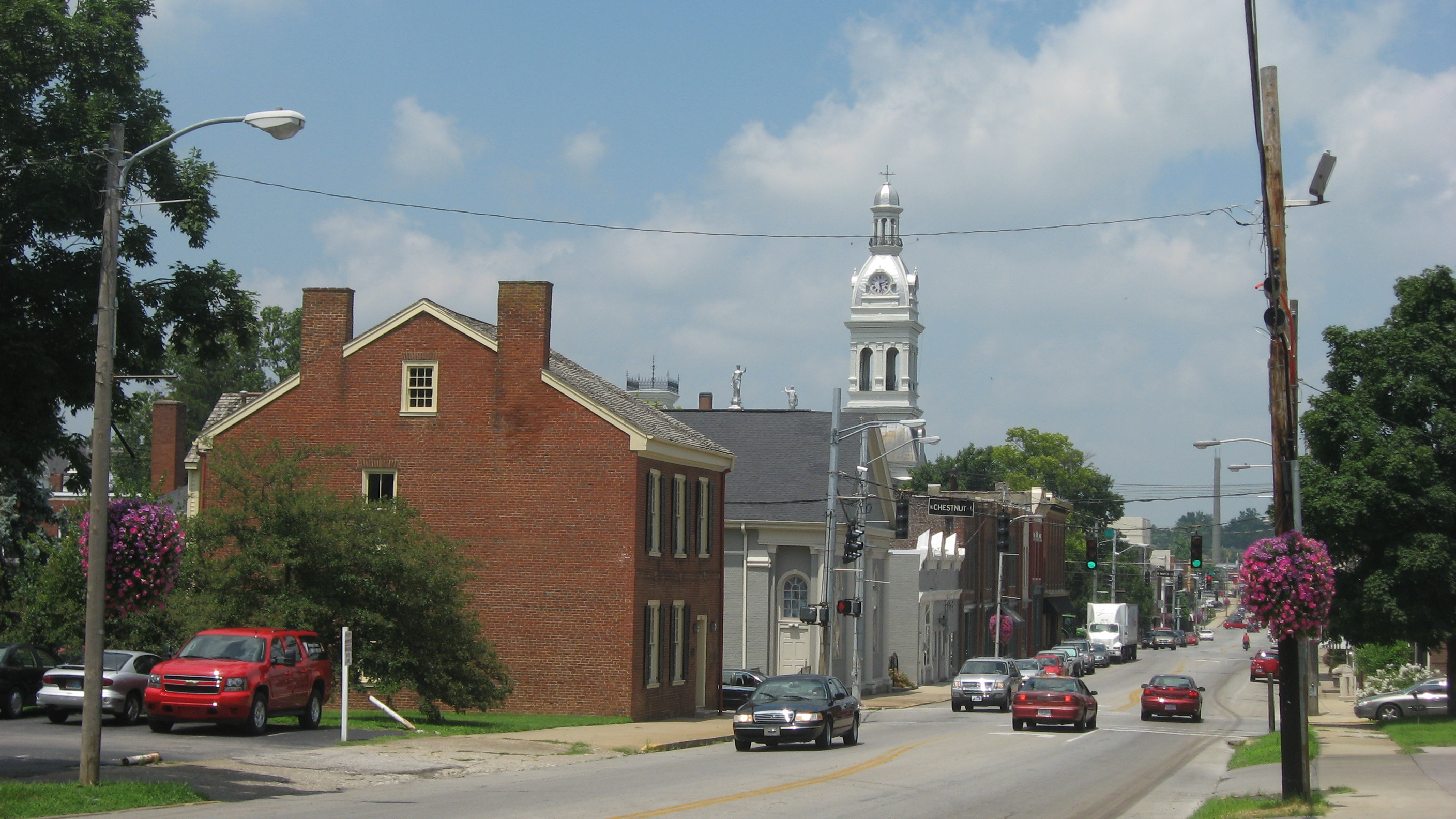
Nicholasville
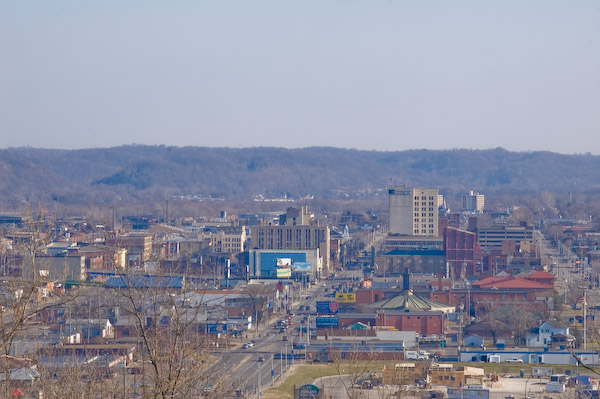
Ashland
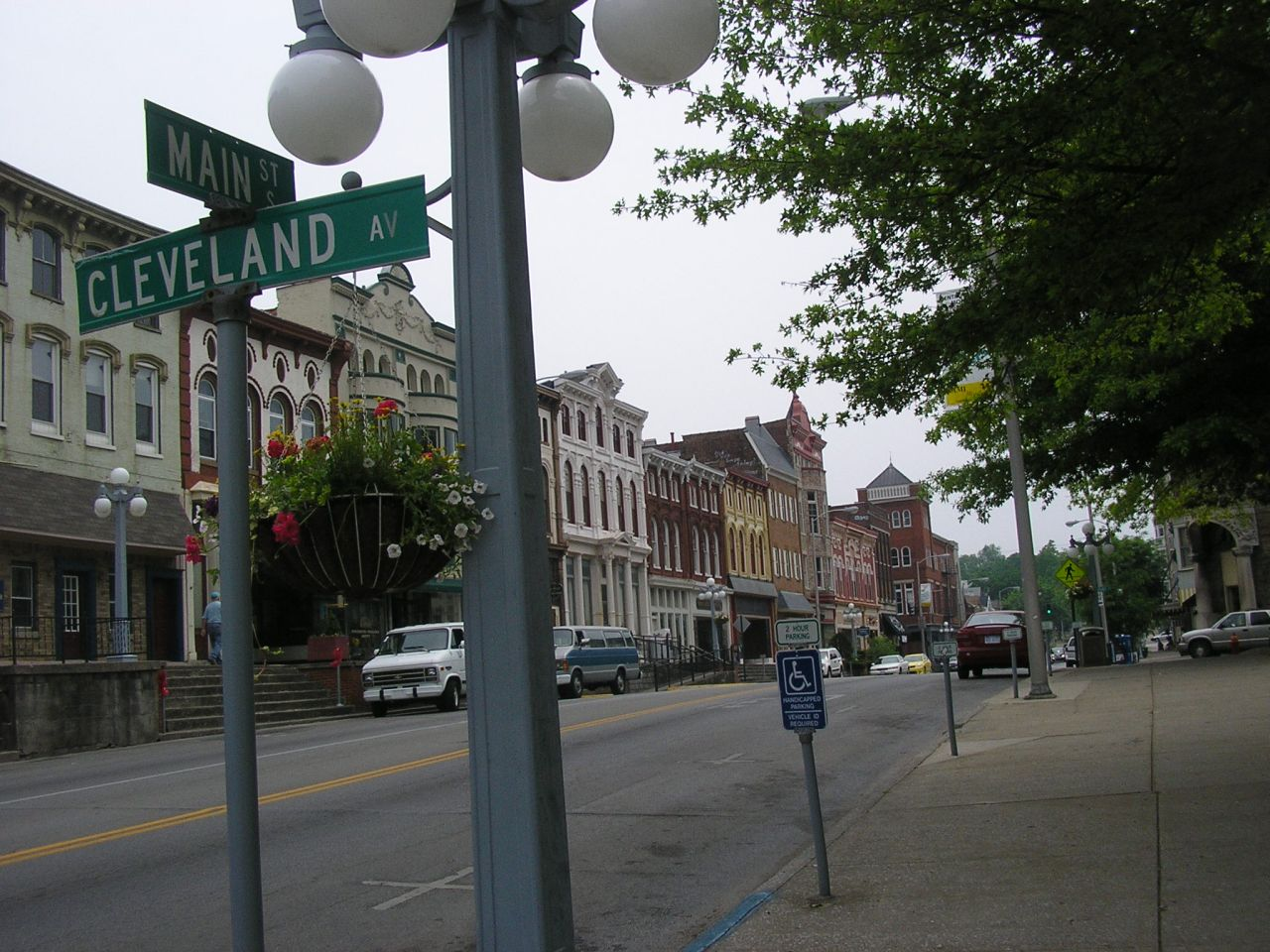
Winchester
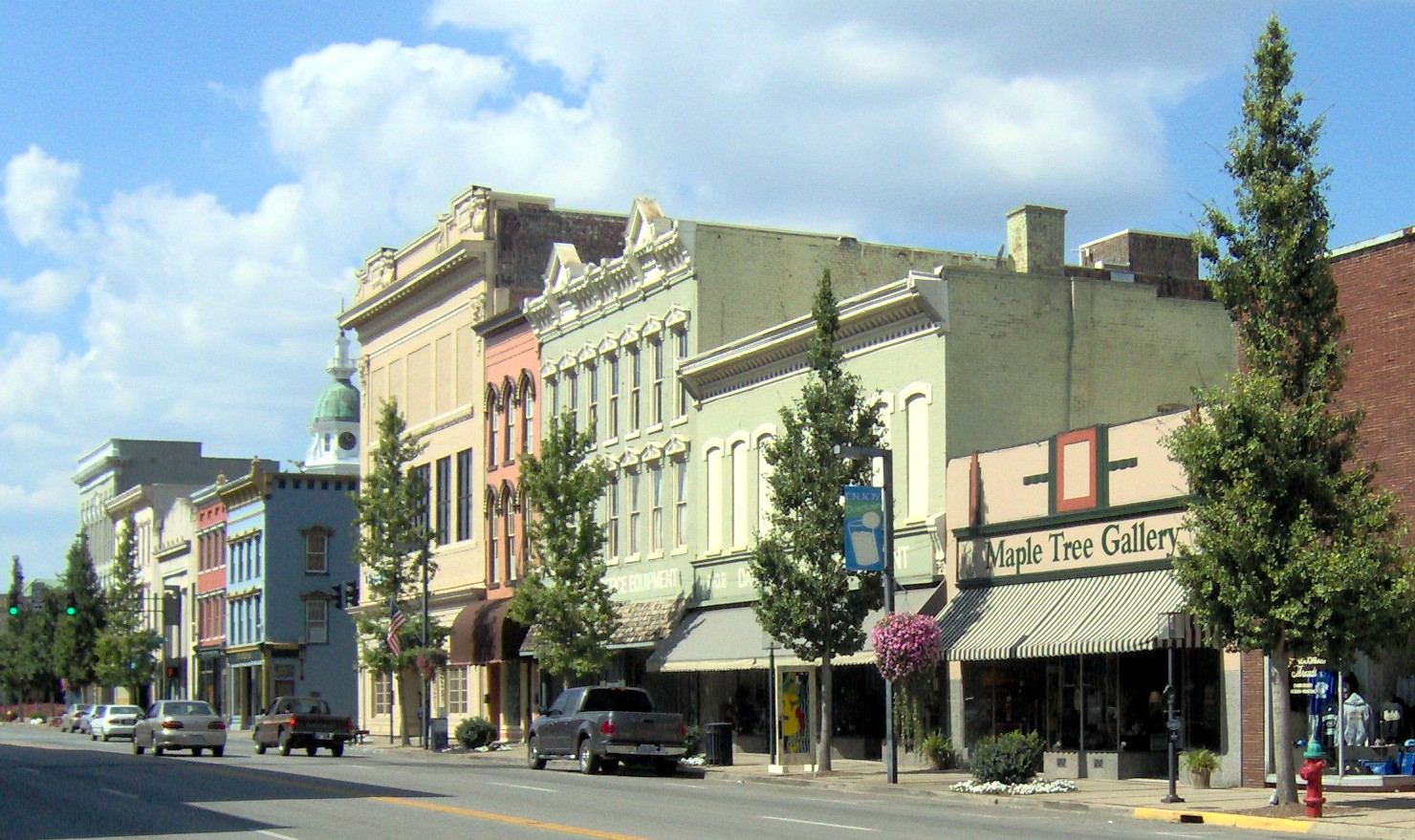
Danville

| Rang (2020) | Ort                 | Einwohner 2020 | Einwohner 2010 | Einwohner 2000 | Typ  | County(s) |
| ----------- | ------------------- | -------------- | -------------- | -------------- | ---- | --------- |
| 1           | Louisville          | 633.045        | 597.3372       | 553.5992       | CCC1 | Jefferson |
| 2           | Lexington           | 322.570        | 295.8032       | 260.5122       | CCC1 | Fayette   |
| 3           | Bowling Green       | 72.294         | 58.067         | 49.402         | City | Warren    |
| 4           | Owensboro           | 60.183         | 57.265         | 54.193         | City | Daviess   |
| 5           | Covington           | 40.961         | 40.640         | 42.942         | City | Kenton    |
| 6           | Georgetown          | 37.086         | 29.098         | 18.384         | City | Scott     |
| 7           | Richmond            | 34.585         | 31.364         | 27.559         | City | Madison   |
| 8           | Florence            | 31.946         | 29.951         | 23.576         | City | Boone     |
| 9           | Elizabethtown       | 31.394         | 28.531         | 22.589         | City | Hardin    |
| 10          | Hopkinsville        | 31.180         | 31.577         | 30.122         | City | Christian |
| 11          | Nicholasville       | 31.093         | 28.015         | 20.698         | City | Jessamine |
| 12          | Independence        | 28.676         | 24.757         | 15.052         | City | Kenton    |
| 13          | Frankfort           | 28.602         | 25.527         | 27.730         | City | Franklin  |
| 14          | Jeffersontown       | 28.474         | 26.595         | 26.542         | City | Jefferson |
| 15          | Henderson           | 27.981         | 28.757         | 27.471         | City | Henderson |
| 16          | Paducah             | 27.137         | 25.024         | 26.336         | City | McCracken |
| 17          | Radcliff            | 23.042         | 21.688         | 22.083         | City | Hardin    |
| 18          | Ashland             | 21.625         | 21.684         | 21.980         | City | Boyd      |
| 19          | Erlanger            | 19.611         | 18.082         | 16.676         | City | Kenton    |
| 20          | Madisonville        | 19.542         | 19.591         | 19.362         | City | Hopkins   |
| 21          | Winchester          | 19.134         | 18.368         | 16.770         | City | Clark     |
| 22          | Mount Washington    | 18.090         | 13.530         | 8.361          | City | Bullitt   |
| 23          | St. Matthews        | 17.534         | 17.472         | 17.304         | City | Jefferson |
| 24          | Fort Thomas         | 17.438         | 16.325         | 16.495         | City | Campbell  |
| 25          | Burlington          | 17.318         | 15.926         | 10.779         | CDP  | Boone     |
| 26          | Murray              | 17.307         | 17.741         | 15.259         | City | Calloway  |
| 27          | Shelbyville         | 17.282         | 14.045         | 10.175         | City | Shelby    |
| 28          | Danville            | 17.234         | 16.218         | 15.498         | City | Boyle     |
| 29          | Shively             | 15.636         | 15.264         | 14.888         | City | Jefferson |
| 30          | Berea               | 15.539         | 13.561         | 11.219         | City | Madison   |
| 31          | Glasgow             | 15.014         | 14.028         | 13.078         | City | Barren    |
| 32          | Shepherdsville      | 14.201         | 11.222         | 8.493          | City | Bullitt   |
| 33          | Newport             | 14.150         | 15.273         | 17.057         | City | Campbell  |
| 34          | Bardstown           | 13.567         | 11.700         | 10.792         | City | Nelson    |
| 35          | Fort Campbell North | 12.825         | 13.685         | -              | CDP  | Christian |
| 36          | Somerset            | 11.924         | 11.196         | 11.397         | City | Pulaski   |
| 37          | Lawrenceburg        | 11.728         | 10.505         | 9.137          | City | Anderson  |
| 38          | Campbellsville      | 11.426         | 10.617         | 10.547         | City | Taylor    |
| 39          | Lyndon              | 11.008         | 11.002         | 10.091         | City | Jefferson |
| 40          | Versailles          | 10.347         | 8.780          | 8.572          | City | Woodford  |
| 41          | Alexandria          | 10.341         | 8.473          | 8.385          | City | Campbell  |
| 42          | Franklin            | 10.176         | 8.479          | 8.411          | City | Simpson   |
| 43          | Paris               | 10.171         | 9.837          | 9.274          | City | Bourbon   |
| 44          | La Grange           | 10.067         | 8.083          | 6.815          | City | Oldham    |
| 45          | Mayfield            | 10.017         | 10.024         | 10.360         | City | Graves    |

1 – Consolidated city–county, ein Zusammenschluss der Verwaltungen einer Großstadt und eines Countys

2 – die angegebene Einwohnerzahl gilt nur für die Stadt innerhalb des CCC

Weitere Siedlungen in Kentucky in alphabetischer Reihenfolge:
- Acup
- Adairville
- Albany
- Allen
- Arlington
- Auburn
- Augusta
- Barbourville
- Bardwell
- Barlow
- Beattyville
- Beaver Dam
- Bedford
- Bellefonte
- Bellevue
- Benham
- Benton
- Berry
- Blackey
- Blaine
- Bloomfield
- Bonnieville
- Booneville
- Bradfordsville
- Brandenburg
- Breckinridge
- Breckinridge Center
- Bremen
- Brodhead
- Bromley
- Brooks
- Brooksville
- Brownsville
- Buckhorn
- Buckner
- Burgin
- Burkesville
- Burnside
- Butler
- Cadiz
- Calhoun
- California
- Calvert City
- Camargo
- Campbellsburg
- Campton
- Caneyville
- Carlisle
- Carrollton
- Carrsville
- Catlettsburg
- Cave City
- Centertown
- Central City
- Clarkson
- Claryville
- Clay
- Clay City
- Clinton
- Cloverport
- Coal Run Village
- Cold Spring
- Columbia
- Columbus
- Concord
- Corbin
- Corinth
- Corydon
- Crab Orchard
- Cravens
- Crescent Springs
- Crestview
- Crestview Hills
- Crestwood
- Crittenden
- Crofton
- Cumberland
- Cynthiana
- Dawson Springs
- Dayton
- Dixon
- Doe Valley
- Dover
- Drakesboro
- Dry Ridge
- Earlington
- Eddyville
- Edgewood
- Edmonton
- Ekron
- Elkhorn City
- Elkton
- Elsmere
- Eminence
- English
- Eubank
- Evarts
- Ewing
- Fairfield
- Fairview
- Falmouth
- Farley
- Ferguson
- Flatwoods
- Fleming-Neon
- Flemingsburg
- Fordsville
- Fort Mitchell
- Fort Wright
- Fountain Run
- Fort Knox
- Fox Chase
- Francisville
- Fredonia
- Frenchburg
- Fulton
- Gamaliel
- Germantown
- Ghent
- Glencoe
- Goshen
- Grand Rivers
- Gratz
- Grayson
- Greensburg
- Greenup
- Greenville
- Guthrie
- Hanson
- Hardin
- Hardinsburg
- Harlan
- Harrodsburg
- Hartford
- Hawesville
- Hazard
- Hazel
- Hebron
- Hebron Estates
- Hickman
- Highland Heights
- Hillview
- Hindman
- Hiseville
- Hodgenville
- Horse Cave
- Hunters Hollow
- Hustonville
- Hyden
- Inez
- Irvine
- Irvington
- Island
- Jackson
- Jamestown
- Jeffersonville
- Jenkins
- Judy
- Junction City
- Kenton Vale
- Kevil
- Kuttawa
- La Center
- LaFayette
- Lakeside Park
- Lakeview Heights
- Lancaster
- Latonia Lakes
- Lebanon
- Lebanon Junction
- Leitchfield
- Lewisburg
- Lewisport
- Liberty
- Livermore
- Livingston
- London
- Lone Oak
- Loretto
- Louisa
- Loyall
- Ludlow
- Lynch
- McHenry
- McKee
- Mackville
- Manchester
- Marion
- Martin
- Massac
- Maysville
- Melbourne
- Mentor
- Middlesboro
- Midway
- Millersburg
- Milton
- Monterey
- Monticello
- Morehead
- Morganfield
- Morgantown
- Mortons Gap
- Mount Olivet
- Mount Sterling
- Mount Vernon
- Muldraugh
- Munfordville
- Nebo
- New Castle
- New Haven
- North Middletown
- Nortonville
- Oakbrook
- Oak Grove
- Oakland
- Olive Hill
- Orchard Grass Hills
- Owenton
- Owingsville
- Paintsville
- Park City
- Park Hills
- Park Lake
- Pembroke
- Perryville
- Pewee Valley
- Pikeville
- Pineville
- Pioneer Village
- Pippa Passes
- Pleasureville
- Plum Springs
- Powderly
- Prestonsburg
- Prestonville
- Princeton
- Providence
- Raceland
- Ravenna
- Raywick
- Reidland
- River Bluff
- Robards
- Rochester
- Rockport
- Russell
- Russell Springs
- Russellville
- Ryland Heights
- Sacramento
- Sadieville
- St. Charles
- Salem
- Salt Lick
- Salyersville
- Sanders
- Sandy Hook
- Sardis
- Science Hill
- Scottsville
- Sebree
- Sharpsburg
- Silver Grove
- Simpsonville
- Slaughters
- Smithfield
- Smithland
- Smiths Grove
- Sonora
- Sorgho
- South Carrollton
- Southgate
- South Shore
- Sparta
- Springfield
- Stamping Ground
- Stanford
- Stanton
- Sturgis
- Taylor Mill
- Taylorsville
- Tompkinsville
- Trenton
- Union
- Uniontown
- Upton
- Vanceburg
- Vicco
- Villa Hills
- Vine Grove
- Wallins Creek
- Walton
- Warfield
- Warsaw
- Water Valley
- Waverly
- Wayland
- West Liberty
- West Point
- Westwood
- Wheatcroft
- Wheelwright
- White Plains
- Whitesburg
- Whitesville
- Wickliffe
- Wilder
- Williamsburg
- Williamstown
- Willisburg
- Wilmore
- Wingo
- Woodburn
- Woodbury
- Woodlawn
- Worthington
- Worthville
- Wurtland